# Collegio di Keighley and Ilkley
Keighley and Ilkley è un collegio elettorale inglese della Camera dei comuni del Parlamento del Regno Unito, situato nel West Yorkshire, nella regione dello Yorkshire e Humber. Elegge un membro del Parlamento con il sistema maggioritario a turno unico. Il rappresentante del collegio dal 2019 è il conservatore Robbie Moore.
Fino al 2024 il collegio era noto con il solo nome Keighley.

## Estensione
- 1885–1918: il Redistribution of Seats Act 1885 stabilì che il collegio dovesse consistere delle parrocchie civili nelle centene di Staincliffe and Ewecross, di Cowling, Glusburn, Keighley, Steeton with Eastburn e Sutton e le parrocchie di Haworth, Thornton e Wilsden.
- 1918–1950: il borgo municipale di Keighley, i distretti urbani di Denholme, Haworth, Oakworth, Oxenhope e Silsden ed il distretto rurale di Keighley.
- 1950–1983: il borgo municipale di Keighley, i distretti urbani di Denholme and Silsden, e le parrocchie civili di Steeton with Eastburn e Sutton del distretto rurale di Skipton.
- 1983–2010: i ward della città di Bradford di Craven, Ilkley, Keighley North, Keighley South, Keighley West e Worth Valley.
- dal 2010: i ward della città di Bradford di Craven, Ilkley, Keighley Central, Keighley East, Keighley West e Worth Valley.[1]

Diversamente da molti collegi, Keighley non fu toccata dalle modifiche del 2010; i suoi confini sono rimasti inalterati dalle elezioni del 1983.

## Membri del Parlamento
| Elezione | Elezione           | Deputato            | Partito      |
| -------- | ------------------ | ------------------- | ------------ |
|          | 1885               | Isaac Holden        | Liberale     |
| 1895     | John Brigg         |                     | Liberale     |
| 1911 (S) | Stanley Buckmaster |                     | Liberale     |
| 1915 (S) | Swire Smith        |                     | Liberale     |
| 1918 (S) | William Somervell  |                     | Liberale     |
|          | 1918               | Robert Clough       | Conservatore |
|          | 1922               | Hastings Lees-Smith | Laburista    |
|          | 1923               | Robert Pilkington   | Liberale     |
|          | 1924               | Hastings Lees-Smith | Laburista    |
|          | 1931               | George Harvie-Watt  | Conservatore |
|          | 1935               | Hastings Lees-Smith | Laburista    |
| 1942 (S) | Ivor Bulmer-Thomas |                     | Laburista    |
|          | Ivor Bulmer-Thomas | 1947                | Conservatore |
|          | 1950               | Charles Hobson      | Laburista    |
|          | 1959               | Marcus Worsley      | Conservatore |
|          | 1964               | John Binns          | Laburista    |
|          | 1970               | Joan Hall           | Conservatore |
|          | 1974               | Bob Cryer           | Laburista    |
|          | 1983               | Gary Waller         | Conservatore |
|          | 1997               | Ann Cryer           | Laburista    |
|          | 2010               | Kris Hopkins        | Conservatore |
|          | 2017               | John Grogan         | Laburista    |
|          | 2019               | Robbie Moore        | Conservatore |

## Risultati elettorali

### Elezioni negli anni 2020
| Partito                    | Partito                                   | Candidato                  | Risultati 4 luglio 2024 | Risultati 4 luglio 2024 |
| Partito                    | Partito                                   | Candidato                  | Voti                    | %                       |
| -------------------------- | ----------------------------------------- | -------------------------- | ----------------------- | ----------------------- |
|                            | Conservatore                              | Robbie Moore               | 18 589                  | 40,26                   |
|                            | Laburista                                 | John Grogan                | 16 964                  | 36,74                   |
|                            | Reform UK                                 | Andrew Mark Judson         | 4 782                   | 10,36                   |
|                            | Verdi                                     | John Wood                  | 2 447                   | 5,30                    |
|                            | Indipendente                              | Vaz Shabir                 | 2 036                   | 4,41                    |
|                            | Lib Dem                                   | Chris Adams                | 970                     | 2,10                    |
|                            | Yorkshire                                 | Dominic James Atlas        | 389                     | 0,84                    |
|                            |                                           |                            |                         |                         |
| Iscritti                   | Iscritti                                  | Iscritti                   | 74 367                  | 100,00                  |
| ↳ Votanti (% su iscritti)  | ↳ Votanti (% su iscritti)                 | ↳ Votanti (% su iscritti)  | 46 177                  | 62,09                   |
| ↳ Astenuti (% su iscritti) | ↳ Astenuti (% su iscritti)                | ↳ Astenuti (% su iscritti) | 28 190                  | 37,91                   |
|                            |                                           |                            |                         |                         |
|                            | Esito: collegio confermato a Conservatore |                            |                         |                         |

### Elezioni negli anni 2010
| Partito                    | Partito                                           | Candidato                  | Risultati 12 dicembre 2019 | Risultati 12 dicembre 2019 |
| Partito                    | Partito                                           | Candidato                  | Voti                       | %                          |
| -------------------------- | ------------------------------------------------- | -------------------------- | -------------------------- | -------------------------- |
|                            | Conservatore                                      | Robbie Moore               | 25 298                     | 48,10                      |
|                            | Laburista                                         | John Grogan                | 23 080                     | 43,88                      |
|                            | Lib Dem                                           | Tom Franks                 | 2 573                      | 4,89                       |
|                            | Brexit                                            | Waqas Khan                 | 850                        | 1,62                       |
|                            | Yorkshire                                         | Mark Barton                | 667                        | 1,27                       |
|                            | Social Democratico                                | Matthew Rose               | 132                        | 0,25                       |
|                            |                                                   |                            |                            |                            |
| Iscritti                   | Iscritti                                          | Iscritti                   | 72 778                     | 100,00                     |
| ↳ Votanti (% su iscritti)  | ↳ Votanti (% su iscritti)                         | ↳ Votanti (% su iscritti)  | 52 600                     | 72,27                      |
| ↳ Astenuti (% su iscritti) | ↳ Astenuti (% su iscritti)                        | ↳ Astenuti (% su iscritti) | 20 178                     | 27,73                      |
|                            |                                                   |                            |                            |                            |
|                            | Esito: collegio passa da Laburista a Conservatore |                            |                            |                            |

| Partito                    | Partito                                           | Candidato                  | Risultati 8 giugno 2017 | Risultati 8 giugno 2017 |
| Partito                    | Partito                                           | Candidato                  | Voti                    | %                       |
| -------------------------- | ------------------------------------------------- | -------------------------- | ----------------------- | ----------------------- |
|                            | Laburista                                         | John Grogan                | 24 066                  | 46,53                   |
|                            | Conservatore                                      | Kris Hopkins               | 23 817                  | 46,05                   |
|                            | UKIP                                              | Paul Latham                | 1 291                   | 2,50                    |
|                            | Lib Dem                                           | Matt Walker                | 1 226                   | 2,37                    |
|                            | Verdi                                             | Ros Brown                  | 790                     | 1,53                    |
|                            | Indipendente                                      | David Crabtree             | 534                     | 1,03                    |
|                            |                                                   |                            |                         |                         |
| Iscritti                   | Iscritti                                          | Iscritti                   | 71 428                  | 100,00                  |
| ↳ Votanti (% su iscritti)  | ↳ Votanti (% su iscritti)                         | ↳ Votanti (% su iscritti)  | 51 724                  | 72,41                   |
| ↳ Astenuti (% su iscritti) | ↳ Astenuti (% su iscritti)                        | ↳ Astenuti (% su iscritti) | 19 704                  | 27,59                   |
|                            |                                                   |                            |                         |                         |
|                            | Esito: collegio passa da Conservatore a Laburista |                            |                         |                         |

| Partito                    | Partito                                   | Candidato                  | Risultati 7 maggio 2015 | Risultati 7 maggio 2015 |
| Partito                    | Partito                                   | Candidato                  | Voti                    | %                       |
| -------------------------- | ----------------------------------------- | -------------------------- | ----------------------- | ----------------------- |
|                            | Conservatore                              | Kris Hopkins               | 21 766                  | 44,31                   |
|                            | Laburista                                 | John Grogan                | 18 713                  | 38,09                   |
|                            | UKIP                                      | Paul Latham                | 5 662                   | 11,53                   |
|                            | Verdi                                     | Ros Brown                  | 1 661                   | 3,38                    |
|                            | Lib Dem                                   | Gareth Epps                | 1 321                   | 2,69                    |
|                            |                                           |                            |                         |                         |
| Iscritti                   | Iscritti                                  | Iscritti                   | 68 896                  | 100,00                  |
| ↳ Votanti (% su iscritti)  | ↳ Votanti (% su iscritti)                 | ↳ Votanti (% su iscritti)  | 49 123                  | 71,30                   |
| ↳ Astenuti (% su iscritti) | ↳ Astenuti (% su iscritti)                | ↳ Astenuti (% su iscritti) | 19 773                  | 28,70                   |
|                            |                                           |                            |                         |                         |
|                            | Esito: collegio confermato a Conservatore |                            |                         |                         |

| Partito                    | Partito                                           | Candidato                  | Risultati 6 maggio 2010 | Risultati 6 maggio 2010 |
| Partito                    | Partito                                           | Candidato                  | Voti                    | %                       |
| -------------------------- | ------------------------------------------------- | -------------------------- | ----------------------- | ----------------------- |
|                            | Conservatore                                      | Kris Hopkins               | 20 003                  | 41,94                   |
|                            | Laburista                                         | Jane Thomas                | 17 063                  | 35,78                   |
|                            | Lib Dem                                           | Nader Fekri                | 7 059                   | 14,80                   |
|                            | BNP                                               | Andrew Brons               | 1 962                   | 4,11                    |
|                            | UKIP                                              | Paul Latham                | 1 470                   | 3,08                    |
|                            | Fronte Nazionale                                  | Steven Smith               | 135                     | 0,28                    |
|                            |                                                   |                            |                         |                         |
| Iscritti                   | Iscritti                                          | Iscritti                   | 66 245                  | 100,00                  |
| ↳ Votanti (% su iscritti)  | ↳ Votanti (% su iscritti)                         | ↳ Votanti (% su iscritti)  | 47 962                  | 72,40                   |
| ↳ Astenuti (% su iscritti) | ↳ Astenuti (% su iscritti)                        | ↳ Astenuti (% su iscritti) | 18 283                  | 27,60                   |
|                            |                                                   |                            |                         |                         |
|                            | Esito: collegio passa da Laburista a Conservatore |                            |                         |                         |

### Elezioni negli anni 2000
| Partito                    | Partito                                | Candidato                  | Risultati 5 maggio 2005 | Risultati 5 maggio 2005 |
| Partito                    | Partito                                | Candidato                  | Voti                    | %                       |
| -------------------------- | -------------------------------------- | -------------------------- | ----------------------- | ----------------------- |
|                            | Laburista                              | Ann Cryer                  | 20 720                  | 44,74                   |
|                            | Conservatore                           | Karl Poulsen               | 15 868                  | 34,26                   |
|                            | Lib Dem                                | Nader Fekri                | 5 484                   | 11,84                   |
|                            | BNP                                    | Nick Griffin               | 4 240                   | 9,16                    |
|                            |                                        |                            |                         |                         |
| Iscritti                   | Iscritti                               | Iscritti                   | 68 206                  | 100,00                  |
| ↳ Votanti (% su iscritti)  | ↳ Votanti (% su iscritti)              | ↳ Votanti (% su iscritti)  | 46 312                  | 67,90                   |
| ↳ Astenuti (% su iscritti) | ↳ Astenuti (% su iscritti)             | ↳ Astenuti (% su iscritti) | 21 894                  | 32,10                   |
|                            |                                        |                            |                         |                         |
|                            | Esito: collegio confermato a Laburista |                            |                         |                         |

| Partito                    | Partito                                | Candidato                  | Risultati 7 giugno 2001 | Risultati 7 giugno 2001 |
| Partito                    | Partito                                | Candidato                  | Voti                    | %                       |
| -------------------------- | -------------------------------------- | -------------------------- | ----------------------- | ----------------------- |
|                            | Laburista                              | Ann Cryer                  | 20 888                  | 48,20                   |
|                            | Conservatore                           | Simon Cooke                | 16 883                  | 38,96                   |
|                            | Lib Dem                                | Mike Doyle                 | 4 722                   | 10,90                   |
|                            | UKIP                                   | Michael Cassidy            | 840                     | 1,94                    |
|                            |                                        |                            |                         |                         |
| Iscritti                   | Iscritti                               | Iscritti                   | 68 348                  | 100,00                  |
| ↳ Votanti (% su iscritti)  | ↳ Votanti (% su iscritti)              | ↳ Votanti (% su iscritti)  | 43 333                  | 63,40                   |
| ↳ Astenuti (% su iscritti) | ↳ Astenuti (% su iscritti)             | ↳ Astenuti (% su iscritti) | 25 015                  | 36,60                   |
|                            |                                        |                            |                         |                         |
|                            | Esito: collegio confermato a Laburista |                            |                         |                         |

## Risultati dei referendum

### Referendum sulla permanenza del Regno Unito nell'Unione europea del 2016
|             | Collegio | Lasciare UE % | Rimanere in UE % |
| ----------- | -------- | ------------- | ---------------- |
|             | Keighley | 53,3%         | 46,7%            |
| Inghilterra | 53,3%    | 46,7%         |                  |
| Regno Unito | 51,9%    | 48,1%         |                  |